# Карл Либкнехт (деревня)
Ка́рл Ли́бкнехт — деревня в Белозерском районе Вологодской области.
Входит в состав Артюшинского сельского поселения, с точки зрения административно-территориального деления — в Артюшинский сельсовет.

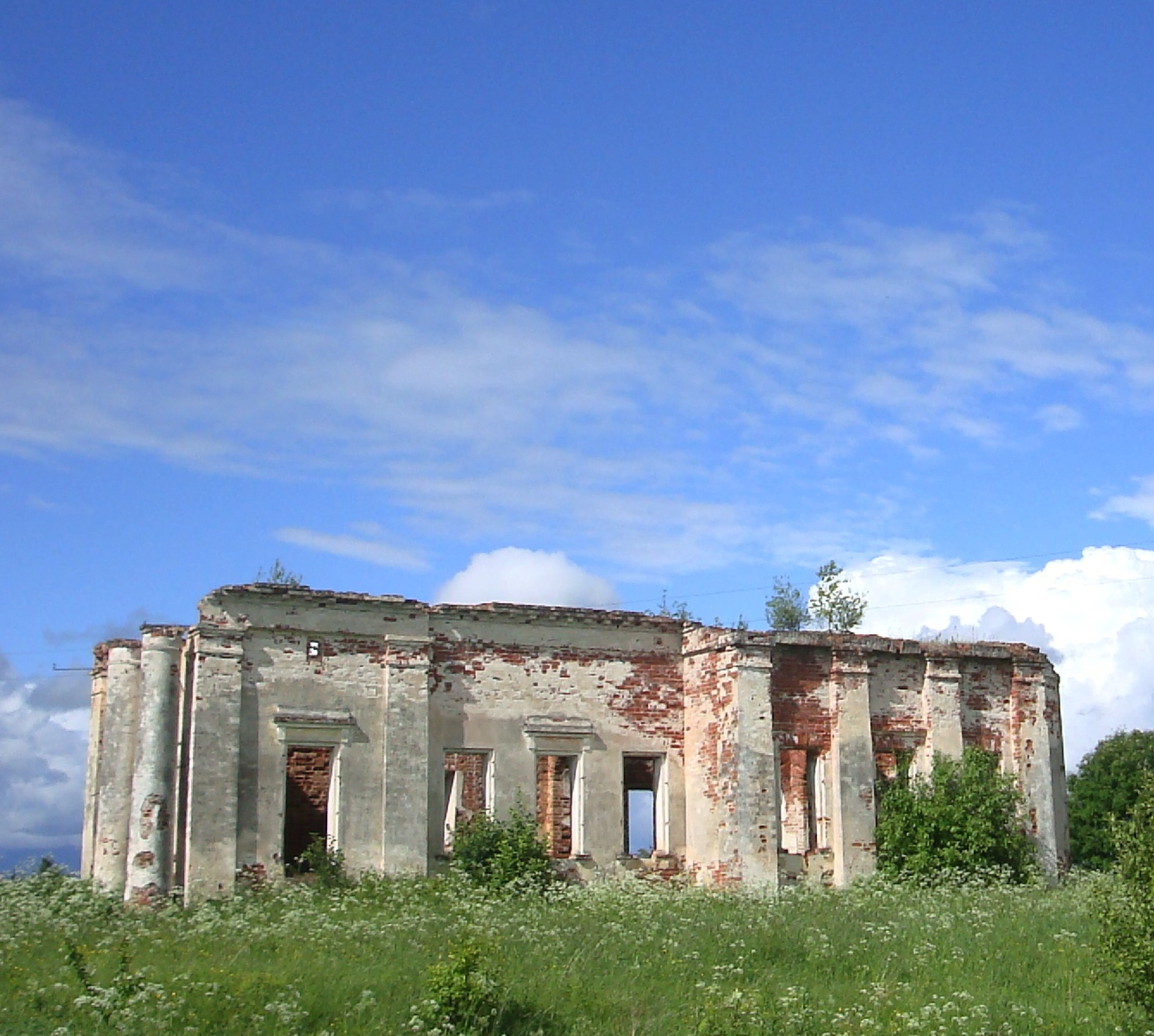
Церковь Тихвинской Богоматери «на Кобылиной горе», состояние на 2010 год

Расположена на западном берегу Новозера. Расстояние по автодороге до районного центра Белозерска — 50 км, до центра муниципального образования села Артюшино — 10 км. Ближайшие населённые пункты — Остров Сладкий, Средняя, Устье.
По переписи 2002 года население — 343 человека (277 мужчин, 66 женщин). Преобладающая национальность — русские (91 %).
Разрушенная церковь Тихвинской Богоматери «на Кобылиной горе» в деревне Карл Либкнехт — памятник архитектуры.